# Ardian Dashi
Ardian Dashi (Shijak, 8 agosto 1975) è un ex calciatore albanese, di ruolo difensore.

## Carriera

### Nazionale
Ha collezionato una presenza con la nazionale albanese.